# O.S.C.A.
O.S.C.A. (Officine Specializzate Costruzione Automobili) – włoska firma produkująca samochody oraz konstruktor i zespół wyścigowy (m.in. Formuły 1), założona przez braci Maseratich, działająca w latach 1947–1967.

## Historia
Po śmierci Alfieriego Maseratiego w 1932 roku właścicielami Maserati zostali bracia Maserati: 49-letni Bindo, 38-letni Ettore i 34-letni Ernesto. Rywalizacja z Mercedesami i Auto Unionami w wyścigach Grand Prix doprowadziła do problemów finansowych firmy. Wskutek tego bracia podpisali umowę z rodziną Orsich, magnatami stali i maszyn z siedzibą w Modenie, w myśl której rodzina ta przejęła kontrolę nad firmą, a bracia w myśl dziesięcioletnich umów zostali w niej w charakterze inżynierów. Podczas II wojny światowej rodzina Orsich przeniosła siedzibę firmy Maserati z Bolonii do Modeny oraz zatrudniła Alberto Massimino na stanowisku głównego inżyniera. Po zakończeniu wojny bracia Maserati odeszli z firmy i założyli przedsiębiorstwo O.S.C.A. (Officine Specializzate Costruzioni Automobili) z siedzibą w San Lazzaro di Savena koło Bolonii.
Początkowo bracia budowali małe samochody sportowe, a w 1950 roku zbudowali samochód dostosowany do przepisów Formuły 2. W 1951 roku zbudowali oni nowy, czteroipółlitrowy silnik V12, który napędzał stare Maserati Prince'a Biry. W marcu ten samochód wygrał wyścig w Goodwood, ale później nie osiągał już sukcesów. W Grand Prix Włoch 1951 O.S.C.A. zadebiutowała w Mistrzostwach Świata Formuły 1, wystawiając model 4500G dla Franco Rola. Rol nie był w stanie jednak rywalizować z Alfami Romeo i Ferrari i ukończył wyścig na dziewiątym miejscu.
Samochód pojawił się podczas Grand Prix Valentino w Turynie na początku 1952 roku, ale ponownie nie był konkurencyjny. Z związku z nowymi przepisami Formuły 1 bracia Maserati wystawili stary samochód Formuły 2 dla Élie Bayola, zaprojektowali także nowy dwulitrowy silnik R6. Silnik ten zadebiutował w sierpniu i Bayol zajął szóste miejsce w wyścigu w Modenie. W roku 1953 drugim obok Bayola klientem firmy został Louis Chiron, który zajął drugie miejsce w Syrakuzach. Kierowcy ci zajęli czwarte i szóste miejsce w Pau, a w lipcu Bayol wygrał wyścig na torze Circuit du Lac w Aix-les-Bains, pokonując Gordini. Zmiany przepisów na sezon 1954 spowodowały, że stare samochody były przestarzałe, i w związku z tym O.S.C.A. nie uczestniczyła w wyścigach samochodów jednomiejscowych do 1957 roku, kiedy to zadebiutował nowy czterocylindrowy silnik. W 1960 roku firma wygrała Włoską Formułę Junior, ale dwa lata później z powodu wieku bracia Maserati sprzedali przedsiębiorstwo firmie MV Agusta.

## Wyniki w Formule 1
| Legenda oznaczeń w tabelach wyników Wyświetl szablon na nowej stronie | Legenda oznaczeń w tabelach wyników Wyświetl szablon na nowej stronie                                                                     |
| Oznaczenie                                                            | Wyjaśnienie |
| --------------------------------------------------------------------- | --- |
| Złoty                                                                 | Zwycięzca lub mistrzostwo |
| Srebrny                                                               | 2. miejsce lub wicemistrzostwo |
| Brązowy                                                               | 3. miejsce lub II wicemistrzostwo |
| Zielony                                                               | Ukończył, punktował (w klasyfikacji generalnej, gdy zdobył co najmniej jeden punkt na przestrzeni sezonu, poza trzema powyższymi opcjami) |
| Niebieski                                                             | Ukończył, nie punktował (w klasyfikacji generalnej, gdy nie zdobył co najmniej jednego punktu na przestrzeni sezonu)                      |
| Czerwony                                                              | Nie zakwalifikował się (NZ) |
| Czerwony                                                              | Nie prekwalifikował się (NPK) |
| Różowy                                                                | Nie ukończył (NU) |
| Różowy                                                                | Niesklasyfikowany (NS) (w klasyfikacji generalnej, gdy nie został sklasyfikowany w żadnym wyścigu sezonu)                                 |
| Czarny                                                                | Zdyskwalifikowany (DK) |
| Czarny                                                                | Wykluczony (WYK/EX) |
| Biały                                                                 | Nie wystartował (NW) |
| Biały                                                                 | Kontuzjowany (K/INJ) |
| Biały                                                                 | Wyścig odwołany (OD/C) |
| Bez koloru                                                            | Został wycofany (WYC/WD) |
| Bez koloru                                                            | Nie przybył (NP/DNA) |
| Bez koloru                                                            | Nie brał udziału w treningach (NT/DNP) |
| Bez koloru                                                            | Nie został zgłoszony (–) |
| Pogrubienie                                                           | Start z pole position |
| Kursywa                                                               | Najszybsze okrążenie wyścigu |
| †                                                                     | Nie ukończył, ale jego rezultat został zaliczony ze względu na przejechanie więcej niż 90% dystansu wyścigu.                              |
| *                                                                     | Sezon w trakcie |
| 1/2/3                                                                 | Punktowana pozycja w sprincie |
| Lista systemów punktacji Formuły 1                                    | |

### Konstruktor
| Sezon | Zespół          | Silnik   | Kierowcy        | Wyniki w poszczególnych eliminacjach | Wyniki w poszczególnych eliminacjach | Wyniki w poszczególnych eliminacjach | Wyniki w poszczególnych eliminacjach | Wyniki w poszczególnych eliminacjach | Wyniki w poszczególnych eliminacjach | Wyniki w poszczególnych eliminacjach | Wyniki w poszczególnych eliminacjach | Wyniki w poszczególnych eliminacjach | Wyniki w poszczególnych eliminacjach | Wyniki w poszczególnych eliminacjach | Wyniki kierowców | Wyniki kierowców | Wyniki konstruktora | Wyniki konstruktora |
| 1951  |                 |          |                 | Szwajcaria                           | Stany Zjednoczone                    | Belgia                               | Francja                              | Wielka Brytania                      | Niemcy                               | Włochy                               |                                      |                                      |                                      |                                      | Pkt.             | Msc.             | Pkt.                | Msc.                |
| ----- | --------------- | -------- | --------------- | ------------------------------------ | ------------------------------------ | ------------------------------------ | ------------------------------------ | ------------------------------------ | ------------------------------------ | ------------------------------------ | ------------------------------------ | ------------------------------------ | ------------------------------------ | ------------------------------------ | ---------------- | ---------------- | ------------------- | ------------------- |
| 1951  | OSCA Automobili | O.S.C.A. | Franco Rol      | –                                    | –                                    | –                                    | –                                    | –                                    | –                                    | 9                                    | –                                    |                                      |                                      |                                      | 0                | 36               | –                   | –                   |
| 1952  |                 |          |                 | Szwajcaria                           | Stany Zjednoczone                    | Belgia                               | Francja                              | Wielka Brytania                      | Niemcy                               | Holandia                             | Włochy                               |                                      |                                      |                                      | Pkt.             | Msc.             | Pkt.                | Msc.                |
| 1952  | Élie Bayol      | O.S.C.A. | Élie Bayol      | –                                    | –                                    | –                                    | –                                    | –                                    | –                                    | –                                    | NU                                   |                                      |                                      |                                      | 0                | NS               | –                   | –                   |
| 1953  |                 |          |                 | Argentyna                            | Stany Zjednoczone                    | Holandia                             | Belgia                               | Francja                              | Wielka Brytania                      | Niemcy                               | Szwajcaria                           | Włochy                               |                                      |                                      | Pkt.             | Msc.             | Pkt.                | Msc.                |
| 1953  | Louis Chiron    | O.S.C.A. | Louis Chiron    | –                                    | –                                    | –                                    | –                                    | 15                                   | –                                    | –                                    | –                                    | 10                                   |                                      |                                      | 0                | 43               | –                   | –                   |
| 1953  | Élie Bayol      | O.S.C.A. | Élie Bayol      | –                                    | –                                    | –                                    | –                                    | NU                                   | –                                    | –                                    | –                                    | –                                    |                                      |                                      | 0                | NS               | –                   | –                   |
| 1953  | OSCA Automobili | O.S.C.A. | Élie Bayol      | –                                    | –                                    | –                                    | –                                    | –                                    | –                                    | –                                    | –                                    | NU                                   |                                      |                                      | 0                | NS               | –                   | –                   |
| 1958  |                 |          |                 | Argentyna                            | Monako                               | Holandia                             | Stany Zjednoczone                    | Belgia                               | Francja                              | Wielka Brytania                      | Niemcy                               | Portugalia                           | Włochy                               | Maroko                               | Pkt.             | Msc.             | Pkt.                | Msc.                |
| 1958  | OSCA Automobili | O.S.C.A. | Giulio Cabianca | –                                    | NZ                                   | –                                    | –                                    | –                                    | –                                    | –                                    | –                                    | –                                    | –                                    | –                                    | 0                | NS               | 0                   | NS                  |
| 1958  | OSCA Automobili | O.S.C.A. | Luigi Piotti    | –                                    | NZ                                   | –                                    | –                                    | –                                    | –                                    | –                                    | –                                    | –                                    | –                                    | –                                    | 0                | NS               | 0                   | NS                  |

### Dostawca silników
| Sezon | Zespół               | Konstruktor | Kierowcy            | Wyniki w poszczególnych eliminacjach | Wyniki w poszczególnych eliminacjach | Wyniki w poszczególnych eliminacjach | Wyniki w poszczególnych eliminacjach | Wyniki w poszczególnych eliminacjach | Wyniki w poszczególnych eliminacjach | Wyniki w poszczególnych eliminacjach | Wyniki w poszczególnych eliminacjach | Wyniki w poszczególnych eliminacjach | Wyniki kierowców | Wyniki kierowców | Wyniki konstruktora | Wyniki konstruktora |
| 1951  |                      |             |                     | Szwajcaria                           | Stany Zjednoczone                    | Belgia                               | Francja                              | Wielka Brytania                      | Niemcy                               | Włochy                               |                                      |                                      | Pkt.             | Msc.             | Pkt.                | Msc.                |
| ----- | -------------------- | ----------- | ------------------- | ------------------------------------ | ------------------------------------ | ------------------------------------ | ------------------------------------ | ------------------------------------ | ------------------------------------ | ------------------------------------ | ------------------------------------ | ------------------------------------ | ---------------- | ---------------- | ------------------- | ------------------- |
| 1951  | Prince Bira          | Maserati    | Prince Bira         | –                                    | –                                    | –                                    | –                                    | –                                    | –                                    | –                                    | NU                                   |                                      | 0                | NS               | –                   | –                   |
| 1959  |                      |             |                     | Monako                               | Stany Zjednoczone                    | Holandia                             | Francja                              | Wielka Brytania                      | Niemcy                               | Portugalia                           | Włochy                               | Stany Zjednoczone                    | Pkt.             | Msc.             | Pkt.                | Msc.                |
| 1959  | OSCA Automobili      | Cooper      | Alejandro de Tomaso | –                                    | –                                    | –                                    | –                                    | –                                    | –                                    | –                                    | –                                    | NU                                   | 0                | NS               | 0                   | NS                  |
| 1961  |                      |             |                     | Monako                               | Holandia                             | Belgia                               | Francja                              | Wielka Brytania                      | Niemcy                               | Włochy                               | Stany Zjednoczone                    |                                      | Pkt.             | Msc.             | Pkt.                | Msc.                |
| 1961  | Scuderia Serenissima | De Tomaso   | Giorgio Scarlatti   | –                                    | –                                    | –                                    | NU                                   | –                                    | –                                    | –                                    | –                                    |                                      | 0                | NS               | 0                   | NS                  |
| 1961  | Scuderia Settecolli  | De Tomaso   | Roberto Lippi       | –                                    | –                                    | –                                    | –                                    | –                                    | –                                    | NU                                   | –                                    |                                      | 0                | NS               | 0                   | NS                  |
| 1962  |                      |             |                     | Holandia                             | Monako                               | Belgia                               | Francja                              | Wielka Brytania                      | Niemcy                               | Włochy                               | Stany Zjednoczone                    |                                      | Pkt.             | Msc.             | Pkt.                | Msc.                |
| 1962  | Scuderia Settecolli  | De Tomaso   | Roberto Lippi       | –                                    | –                                    | –                                    | –                                    | –                                    | –                                    | NZ                                   | –                                    | –                                    | 0                | NS               | 0                   | NS                  |